# 29435 Mordell
29435 Mordell este un asteroid din centura principală de asteroizi.

## Descriere
29435 Mordell este un asteroid din centura principală de asteroizi. A fost descoperit pe 8 mai 1997 la Prescott (Arizona) de Paul G. Comba. Asteroidul prezintă o orbită caracterizată de o semiaxă mare de 2,22 ua, o excentricitate de 0,22 și o înclinație de 5,0° în raport cu ecliptica.